# (37812) 1998 AB6
1998 أي بي 6 (ويعرف أيضًا باسم (37812) 1998 أي بي 6 وفق تسمية الكوكب الصغير) (بالإنجليزية: 1998 AB6)‏ هو كويكب ضمن حزام الكويكبات؛ وترتيبه 37812 من حيث الاكتشاف.
اكتُشف هذا الجُرم الفلكي بواسطة OCA–DLR Asteroid Survey ‏ في 8 يناير 1998.

## وصلات خارجية
- (37812) 1998 AB6 في قاعدة بيانات مختبر الدفع النفاث لأجرام النظام الشمسي الصغيرة

- الاكتشاف · مخطط المدار ·  العناصر المدارية · المعلمات المادية

- (37812) 1998 AB6 على موقع ويكي سكاي: DSS2, SDSS, GALEX, IRAS, Hydrogen α, X-Ray, Astrophoto, Sky Map, Articles and images